# 愛の光こども園
愛の光こども園（あいのひかりこどもえん）は、兵庫県加西市にある私立幼稚園。日本基督教団飯盛野教会に関連する（元は附属）幼稚園であり、加西市で最初の認定こども園に認定された。設置者は学校法人キリスト教飯盛野学園。

## 沿革
- 1950年9月1日 - 日本基督教団飯盛野教会によって日本基督教団飯盛野教会附属愛の光幼稚園創立（加西郡北條町北條341）
- 1952年 - 日本基督教団飯盛野教会会堂内に日本基督教団飯盛野教会飯盛野幼稚園開園（加西郡下里村段下880）
- 1965年 - 愛の光幼稚園 第2代園舎 北条高校前に新築移転（加西郡北条町段下847）
- 1997年 - 第3代園舎 現在地に新築移転（加西市段下町880-29 飯盛野教会前）
- 1999年3月16日  - 学校法人キリスト教飯盛野学園設置、学校法人キリスト教飯盛野学園愛の光幼稚園に改称
- 2011年 - 加西市初の認定こども園に認定、学校法人キリスト教飯盛野学園認定こども園愛の光幼稚園に改称
- 2015年 - 幼保連携型認定こども園に移行し、「認定愛の光こども園」に改称

## 参考資料
- 認定こども園 愛の光幼稚園 社団法人　兵庫県私立幼稚園協会